# Dan mladosti
Dan mladosti je bil v času Socialistične federativne republike Jugoslavije praznik jugoslovanske mladine. Obeleževal se je 25. maja, na dan, ko se je praznoval rojstni dan predsednika države Josipa Broza Tita (v resnici rojenega 7. maja). 
Glavni simbol praznika je bila štafeta mladosti oz. Titova štafeta. Štafeta je vsako leto štartala iz drugega mesta, bila nato nošena okoli mesec in pol skozi vse jugoslovanske republike ter svojo pot zaključila 25. maja v Beogradu, glavnem mestu SFRJ. Predaja štafete je bila prireditev, v kateri je sodelovalo več tisoč mladih iz vse Jugoslavije. Eden od njih je na koncu predal štafeto Titu in mu izrekel voščilo za rojstni dan. Predaja štafete se je prenašala tudi po televiziji. 
Na ta dan so potekale razne športne prireditve in proslave v šolah. Na ta dan so bili mladi iz vrst pionirjev sprejeti v Zvezo komunistične mladine Jugoslavije, kar so spremljale glasbene in športne prireditve. Vse je potekalo pod sloganom bratstva in enotnosti, ki je povezoval različne narodnosti znotraj Jugoslavije.

## Zgodovina
Prva štafeta mladosti je potekala leta 1945 na pobudo mladine iz Kragujevca, ki se je spomnila na pot olimpijske bakle, ki je takrat ravno prečkala njihove kraje. V prvi štafeti je sodelovalo 12.500 mladostnikov, ki so po pretečenih 9000 kilometrih poti Titu v Zagrebu izročili devet štafetnih palic skupaj z »Modro knjigo«, v kateri je bilo zbranih 15.000 podpisov mladih Šumadincev. V nadaljnjih letih je Tito štafete sprejemal v Beogradu. Od od leta 1945 do leta 1956 se je imenovala Titova štafeta.
Leta 1957 je bil na Titovo pobudo dan proglašen za "dan mladosti"; odtlej je Tito prejemal le še po eno štafetno palico. Do leta 1979 jo je sprejemal na stadionu JLA v Beogradu, današnjem stadionu kluba Partizan. 
Leta 1980 se je zaradi Titove smrti štafeta ustavila sredi poti po Hrvaški in bila položena na oder Skupščine SFRJ. Kljub smrti je praznovanje dneva mladosti še naprej potekalo 25. maja vsako leto, pri čemer je štafeto na cilju sprejel predsednik Zveze socialistične mladine Jugoslavije. 
Leta 1987 je v Jugoslaviji izbruhnil škandal, potem ko je slovenski studio »Novi kolektivizem« za namene dneva mladosti predstavil plakat s predelano podobo nacističnega plakata iz leta 1936. Tega leta so tudi potekle zadnje prireditve ob dnevu mladosti. Zadnja osrednja prireditev v Sloveniji je bil koncert ob 30-letnici štafete mladosti v Avditoriju Portorož. Nastopali so Martin Krpan, Plavi orkestar, Riblja čorba in Parni valjak. Voditelja prireditve sta bila Majda Koroša in Matej Strah. 26. januarja 1988 jo je Zveza socialistične mladine ukinila.
Zadnja štafeta je 21. marca 1987 proti Beogradu krenila s Triglava, od koder jo je nosila naveza desetih alpinistov s prvo nosilko Marijo Štremfelj.

## Nosilci štafete
Za nosilce štafete so bili izbrani mladi, ki so se izkazali pri učenju, družbeno-političnem delovanju ali športu. Nošenje štafete je predstavljalo veliko čast; posebna pozornost se je namenjala prvemu nosilcu in zadnjemu nosilcu, ki je štafeto predal Titu.
Zadnji nosilci štafete od leta 1957:
- 1957 – Miko Tripalo, predsednik Centralnega komiteja Ljudske mladine Jugoslavije
- 1958 – Mića Prelić, član Štaba mladinskih delovnih brigad pri gradnji avtoceste Ljubljana–Zagreb
- 1959 – Stanka Gorišek (kasneje Kovačič), 18-letna tajnica v kadrovskem oddelku v Cinkarni v Celju[2]
- 1960 – Mile Gavritov, delavec iz Štipa
- 1961 – Slobodan Jovanović, delavec iz Titovega Užica (danes Užica)
- 1962 – Fuada Midžić, študentka iz Sarajeva
- 1963 – Momčilo Knežević, učenec iz Pljevelj
- 1964 – Josip Harcet, delavec iz Zagreba
- 1965 – Miroslav Cerar, jugoslovanski reprezentant v gimnastiki
- 1966 – Mirko Anžel, pilot podporočnik JLA iz Trbovelj
- 1967 – Miodrag Strunjaš, učenec iz Pljevelj
- 1968 – Edvard Franković, avtomehanik iz Pazina
- 1969 – Katica Stefanović, študentka iz Niša
- 1970 – Ljiljana Žežova, učenka iz Skopja
- 1971 – Nazmija Jenjeva, delavka iz Prištine
- 1972 – Branko Mandić, delavec iz Bihaća
- 1973 – Milan Ivetić, delavec iz Kikinde
- 1974 – Vojko Mahnič, delavec iz Izole
- 1975 – Vjera Begović, študentka iz Titograda (danes Podgorice)
- 1976 – Miša Maričić, kmet iz vasi Selevac pri Smederevu
- 1977 – Marica Lojen, učenka iz Kumrovca
- 1978 – Čede Đorđevski, študent iz Skopja
- 1979 – Sanija Hiseni, študentka iz Prištine
- 1980 – zaradi Titove smrti 4. maja se štafeta ustavi
- 1981 – Ivan Ižak, strojnik iz Beočina
- 1982 – Ciril Zaplotnik, kmet iz Letenic pri Kranju